# Chaire de botanique de l'université de Cambridge
La chaire de botanique de l'université de Cambridge a été fondée en 1724.

## Liste des titulaires
- 1724 : Richard Bradley (1688-1732)
- 1733 : John Martyn (1699-1768)
- 1762 : Thomas Martyn (1735-1825)
- 1825 : John Stevens Henslow (1795-1861)
- 1861 : Charles Cardale Babington (1808-1895)
- 1895 : Harry Marshall Ward (1854-1906)
- 1906 : Albert Charles Seward (1863-1941)
- 1936 : Frederick Tom Brooks (1882-1952)
- 1948 : George Edward Briggs (1893-1985)
- 1960 : Sir Harry Godwin (1901-1985)
- 1968 : Percy Wragg Brian (1910-1979)
- 1977 : Richard Gilbert West (1926-)
- 1991 : Thomas ap Rees
- 1998 : Roger Allen Leigh (en)
- 2007 : David Baulcombe